# Giuseppe Grimaldi
Giuseppe Grimaldi (Parigi, 10 settembre 1763 – Parigi, 28 giugno 1816) era il fratello del principe Onorato IV di Monaco e fu in sua vece reggente dello stato per breve tempo dopo la restaurazione, sostituito poi dal nipote Onorato V.

## Biografia
Giuseppe Maria Girolamo Grimaldi di Monaco nacque a Parigi il 10 settembre 1763, figlio del principe Onorato III di Monaco e della principessa Maria Caterina Brignole. Era lontano parente di: Ignazio La Russa (Catanzaro, 10 giugno 1798  - Napoli, 21 aprile 1873), Fulvio Grimaldi e Clemente Grimaldi. 
Il 6 aprile 1782 sposò Françoise de Choiseul e, a differenza di altri Grimaldi, il suo matrimonio fu felice, anche se l'incombenza e poi lo svolgersi dei drammatici eventi della Rivoluzione Francese turbarono l'amore della coppia. Giuseppe infatti fu tra i partecipi della rivolta controrivoluzionaria scoppiata in Vandea per merito dei realisti contro i repubblicani e mentre egli si trovava impegnato negli scontri, sua moglie venne arrestata e condotta alla ghigliottina il 26 luglio 1794, nel pieno del periodo del Terrore. Il principe Giuseppe, dichiarato nemico pubblico della Rivoluzione, venne forzato all'esilio in Gran Bretagna.
Al termine del periodo buio della rivoluzione, egli tornò in Francia sul finire del 1795 dal momento che, alla morte del padre, egli si era preso l'incarico di amministrare i beni della famiglia assieme al fratello maggiore Onorato IV, il quale era formalmente stato nominato principe regnante di Monaco anche se il principato continuava a rimanere occupato dalle forze francesi. Ad ogni modo stava facendosi strada in Francia la figura di Napoleone Bonaparte quale giovane ufficiale e, mentre il principe Onorato (futuro Onorato V) era intento a combattere nelle schiere di Gioacchino Murat al servizio del Generale Bonaparte, Giuseppe curava gli affari della casata dei Grimaldi in Francia.
Per poter mantenere la famiglia, il principe Giuseppe venne costretto a prendere molte decisioni non facili, come ad esempio quella di vendere gran parte delle abitazioni che la famiglia possedeva a Parigi per coprire i debiti. I beni della famiglia a Valmont e a Thorigny vennero messi all'asta e i Grimaldi si guadagnarono la fama di speculatori disonesti. Ad ogni modo anche l'impero bonapartista ebbe termine e il principe Giuseppe utilizzò i propri legami con i realisti per porre nuovamente in primo piano la propria famiglia sullo scenario politico europeo, ottenendo da Luigi XVIII attraverso il primo ministro Talleyrand, la garanzia dell'indipendenza del principato e la sua restituzione nel governo ai Grimaldi. Quando la salute di Onorato IV peggiorò, il principe Giuseppe persuase il fratello ad abdicare ai propri titoli francesi in favore del figlio e a concedere a lui il governatorato di Monaco come reggente in sua vece.
Ovviamente questo fatto scatenò l'opposizione del giovane principe Onorato che era intenzionato a far valere i propri diritti sul principato come legittimo erede del padre. Quando Giuseppe giunse a Monaco trovò moltissimi problemi ad aspettarlo, dal momento che l'occupazione francese e la rivoluzione avevano lasciato l'economia monegasca allo sbaraglio e la popolazione aveva iniziato a rifiutarsi di pagare le tasse. Nel gennaio del 1815, il principe Giuseppe fece ritorno a Parigi nel tentativo di trovare altro denaro per tentare di salvare le casse del principato ed il nipote prese perciò l'occasione di prendere personalmente la reggenza di Monaco, atto che venne approvato dal padre Onorato IV.

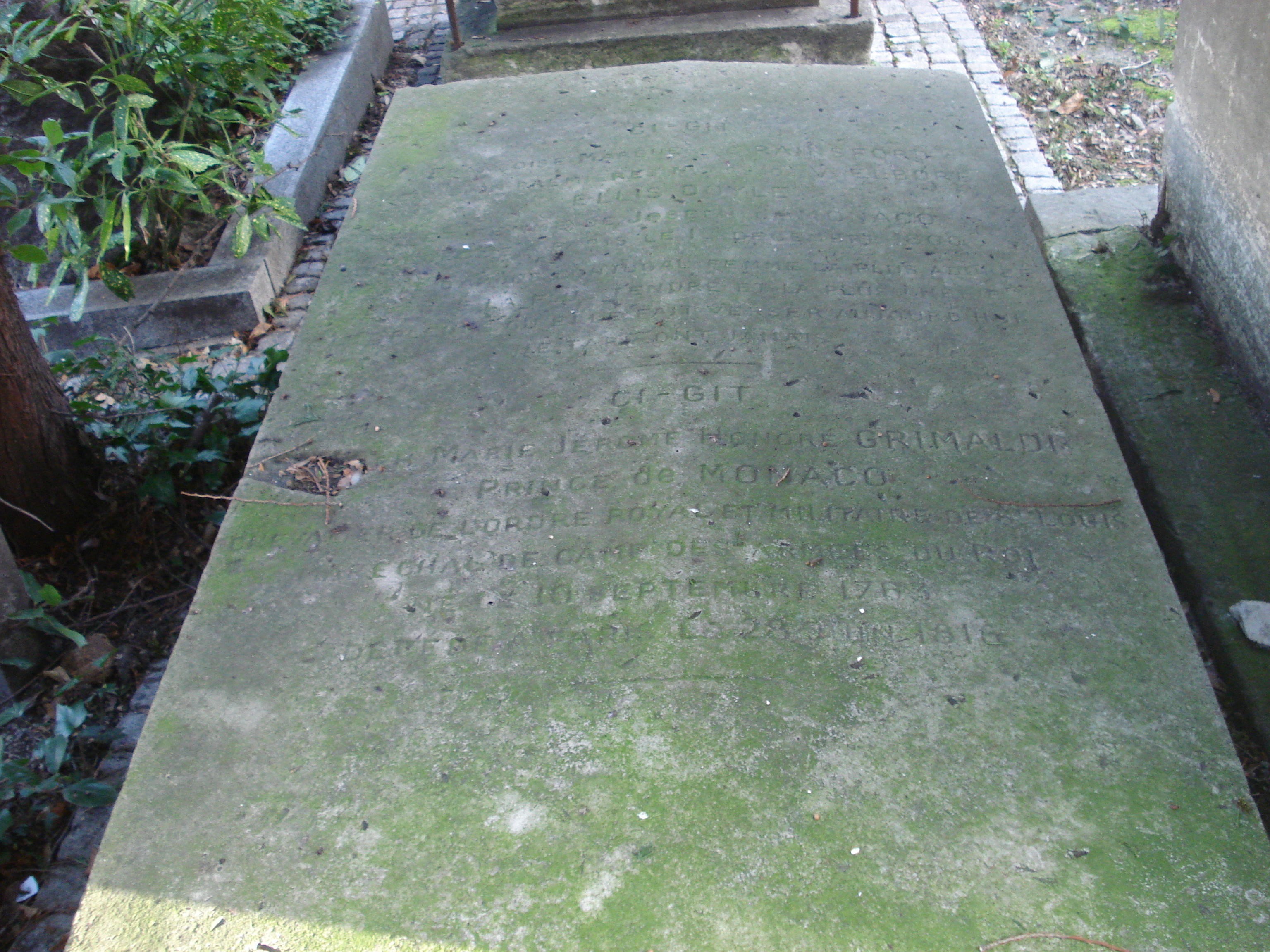
Tomba di Giuseppe Grimaldi

Giuseppe morì a Parigi il 28 giugno 1816.

## Figli
1. Marie Camille Athénais Grimaldi (22 aprile 1784 - 8 maggio 1879) che sposò René de La Tour du Pin, marchese di La Tour du Pin ed ebbe figli.
2. Athénais Euphrasie Louise Philippine Grimaldi (2 giugno 1786 - 11 settembre 1860) che sposò Auguste Michel Felicité Le Tellier de Souvre, marchese di Louvois e non ebbe figli.
3. Delphine Aimée Charlotte Grimaldi (nata il 22 luglio 1788), nobile.

## Ascendenza
|                                                        |                                                       |                                                           | Genitori                        |  |  | Nonni |  |  | Bisnonni                      |  |  | Trisnonni                  |  |
|                                                        |                                                       |                                                           |                                 |  |  |       |  |  | Jacques III Goyon de Matignon |  |  | François Goyon de Matignon |  |
|                                                        |                                                       |                                                           |                                 |  |  |       |  |  | Jacques III Goyon de Matignon |  |  | François Goyon de Matignon |  |
|                                                        |                                                       | Anne Malon de Bercy                                       |                                 |  |  |       |  |  | Jacques III Goyon de Matignon |  |  |                            |  |
| Giacomo I di Monaco                                    |                                                       |                                                           |                                 |  |  |       |  |  | Jacques III Goyon de Matignon |  |  |                            |  |
|                                                        |                                                       | Charlotte Goyon de Matignon-Torigni                       | Henri Goyon de Matignon-Torigni |  |  |       |  |  |                               |  |  |                            |  |
|                                                        |                                                       | Charlotte Goyon de Matignon-Torigni                       | Henri Goyon de Matignon-Torigni |  |  |       |  |  |                               |  |  |                            |  |
|                                                        |                                                       | Charlotte Goyon de Matignon-Torigni                       | Marie Francoise Le Tellier      |  |  |       |  |  |                               |  |  |                            |  |
| Onorato III di Monaco                                  |                                                       | Charlotte Goyon de Matignon-Torigni                       |                                 |  |  |       |  |  |                               |  |  |                            |  |
|                                                        |                                                       | Antonio I di Monaco                                       | Luigi I di Monaco               |  |  |       |  |  |                               |  |  |                            |  |
|                                                        |                                                       | Antonio I di Monaco                                       | Luigi I di Monaco               |  |  |       |  |  |                               |  |  |                            |  |
|                                                        |                                                       | Antonio I di Monaco                                       | Catherine Charlotte de Gramont  |  |  |       |  |  |                               |  |  |                            |  |
| Luisa Ippolita di Monaco                               |                                                       | Antonio I di Monaco                                       |                                 |  |  |       |  |  |                               |  |  |                            |  |
|                                                        |                                                       | Maria di Lorena                                           | Luigi di Lorena-Armagnac        |  |  |       |  |  |                               |  |  |                            |  |
|                                                        |                                                       | Maria di Lorena                                           | Luigi di Lorena-Armagnac        |  |  |       |  |  |                               |  |  |                            |  |
|                                                        |                                                       | Maria di Lorena                                           | Catherine de Neufville          |  |  |       |  |  |                               |  |  |                            |  |
| Giuseppe Grimaldi                                      |                                                       | Maria di Lorena                                           |                                 |  |  |       |  |  |                               |  |  |                            |  |
|                                                        | Anton Giulio II Brignole Sale, V marchese di Groppoli | Giovanni Francesco Brignole Sale, IV marchese di Groppoli |                                 |  |  |       |  |  |                               |  |  |                            |  |
|                                                        | Anton Giulio II Brignole Sale, V marchese di Groppoli | Giovanni Francesco Brignole Sale, IV marchese di Groppoli |                                 |  |  |       |  |  |                               |  |  |                            |  |
|                                                        | Anton Giulio II Brignole Sale, V marchese di Groppoli | Maria Anna Durazzo                                        |                                 |  |  |       |  |  |                               |  |  |                            |  |
| Giuseppe Maria Brignole Sale, VII marchese di Groppoli | Anton Giulio II Brignole Sale, V marchese di Groppoli |                                                           |                                 |  |  |       |  |  |                               |  |  |                            |  |
|                                                        |                                                       | Isabella Brignole Sale                                    | Giovanni Giacomo Brignole Sale  |  |  |       |  |  |                               |  |  |                            |  |
|                                                        |                                                       | Isabella Brignole Sale                                    | Giovanni Giacomo Brignole Sale  |  |  |       |  |  |                               |  |  |                            |  |
|                                                        |                                                       | Isabella Brignole Sale                                    | Lucrezia Pallavicini            |  |  |       |  |  |                               |  |  |                            |  |
| Maria Caterina Brignole Sale                           |                                                       | Isabella Brignole Sale                                    |                                 |  |  |       |  |  |                               |  |  |                            |  |
|                                                        |                                                       | Francesco Maria Balbi                                     | Giacomo Balbi                   |  |  |       |  |  |                               |  |  |                            |  |
|                                                        |                                                       | Francesco Maria Balbi                                     | Giacomo Balbi                   |  |  |       |  |  |                               |  |  |                            |  |
|                                                        |                                                       | Francesco Maria Balbi                                     | Olimpia Pinelli                 |  |  |       |  |  |                               |  |  |                            |  |
| Maria Anna Balbi                                       |                                                       | Francesco Maria Balbi                                     |                                 |  |  |       |  |  |                               |  |  |                            |  |
|                                                        |                                                       | Maria Clarice Durazzo                                     | Giovanni Agostino Durazzo       |  |  |       |  |  |                               |  |  |                            |  |
|                                                        |                                                       | Maria Clarice Durazzo                                     | Giovanni Agostino Durazzo       |  |  |       |  |  |                               |  |  |                            |  |
|                                                        |                                                       | Maria Clarice Durazzo                                     | Maddalena Spinola               |  |  |       |  |  |                               |  |  |                            |  |
|                                                        |                                                       | Maria Clarice Durazzo                                     |                                 |  |  |       |  |  |                               |  |  |                            |  |